# Voormalige sterrenwacht van Brussel

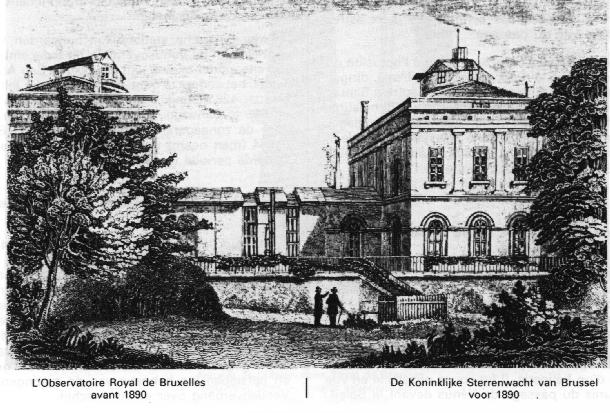
Toestand vóór 1890

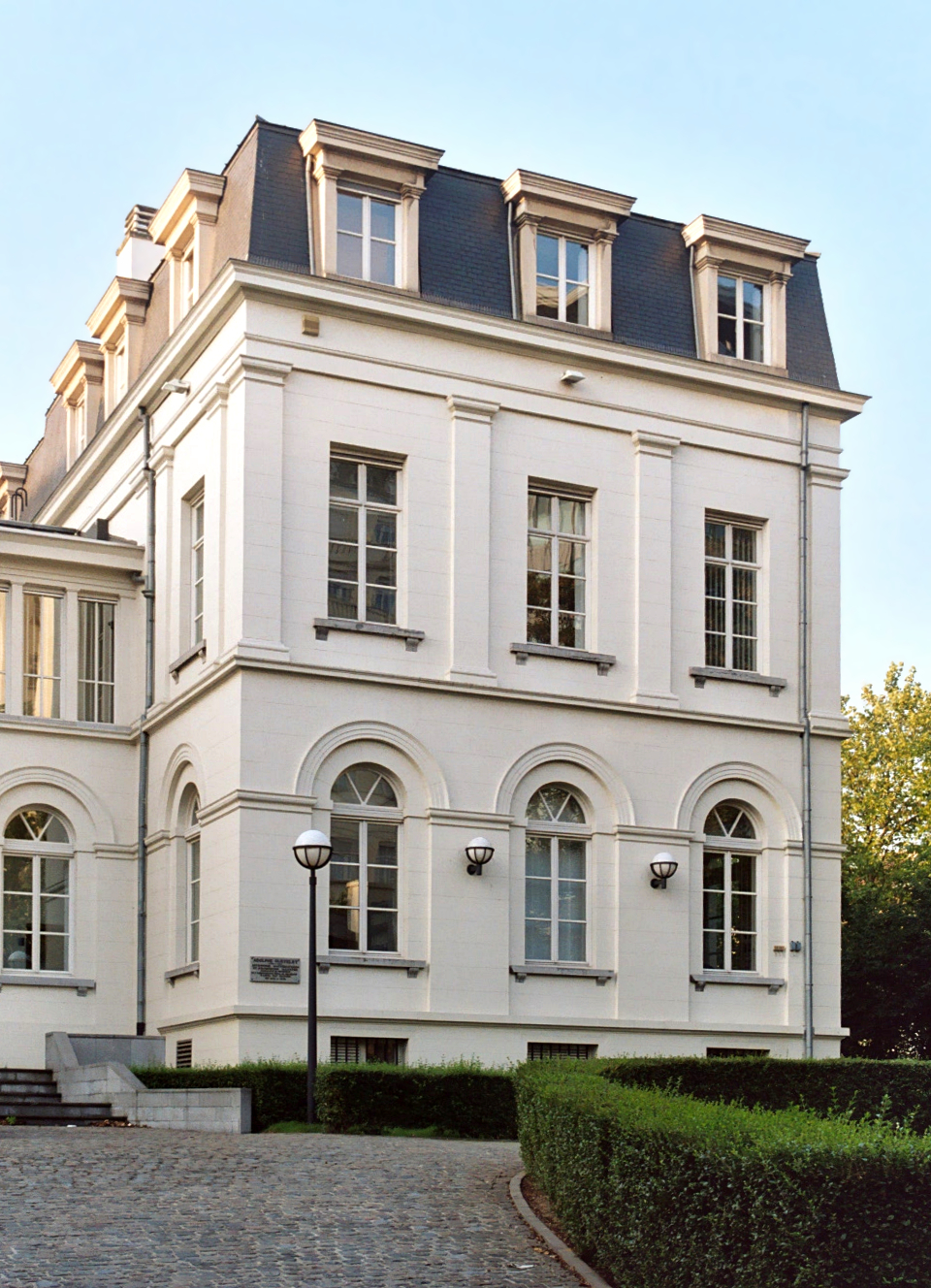
Oostvleugel gezien vanaf de noordkant

De Voormalige Koninklijke Sterrenwacht van Brussel is een neoclassicistisch gebouw en dateert uit het einde van het tijdperk van het Verenigd Koninkrijk der Nederlanden. Het gebouw ligt op het Queteletplein in de gemeente St-Joost-ten-Node net naast de Kleine ring van Brussel.

## Geschiedenis
De Voormalige Koninklijke Sterrenwacht van Brussel werd tussen 1826 en 1832 gebouwd door de stadsarchitect van Brussel Nicolas Roget en zijn medewerker Auguste Payen. Het gebouw huisvestte de eerste zetel van de Koninklijke Sterrenwacht van België, die gesticht werd door Adolphe Quetelet. Hij werd er eveneens de eerste directeur van.
In 1890 verhuisde de Sterrenwacht naar Ukkel en raakte het leegstaande gebouw in verval. Later werd het in gebruik genomen door administratieve diensten en in 1990 werd het gerestaureerd.

## Architectuur
Het gebouw ligt in een klein park tussen het Queteletplein, de Sterrenkundelaan en de Kunstlaan (ingang Kruidtuintunnel). Het voormalige observatorium bestaat uit twee vleugels die noord-zuid zijn georiënteerd en verbonden met een vleugel die lager ligt en oost-west is georiënteerd. Er is een klein paviljoentje waarvan de ingang aan de noordzijde ligt. De drie vleugels zijn allen in een neoclassicistische stijl met grote rondboogvensters op de begane grond. De eerste verdieping wordt van het gelijkvloers gescheiden door een stevig omhulsel van steen. De twee zijvleugels hebben op de eerste verdieping grote rechthoekige ramen gescheiden met halfzuilen. De halfzuilen van de bovenverdieping ondersteunen een groot hoofdgestel zonder enige versiering met daarop een dakgoot. Deze dakgoot is echter niet origineel: zoals je op oude foto’s kan zien was er voorheen een toren waarin de toestellen waren ondergebracht. De vensterbanken in blauwe steen zijn het enige contrasterende kleur voor de volledig witte gevels. Op de rechtervleugel vind je een gedenkplaat ter ere van Adolphe Quetelet, stichter van het observatorium. In de lager gelegen centrale vleugel ligt er op de eerste verdieping een gaanderij versierd met kleine zuilen. Deze werden tijdens de restauratie van 1990 toegevoegd.